# ديمون كيتينغ
ديمون كيتينغ (بالإنجليزية: Damon Keating)‏ هو لاعب دوري الرغبي أسترالي، ولد في 25 يوليو 1974 في بريزبان في أستراليا.